# Новосондрово
Новосо́ндрово (рос. Новосондрово) — присілок у складі Колпашевського району Томської області, Росія. Входить до складу Саровського сільського поселення.

## Населення
Населення — 10 осіб (2010; 9 у 2002).
Національний склад (станом на 2002 рік):
- селькупи — 78 %